# Sjaak Neefjes
Jacques (Sjaak) Neefjes (Grootebroek, 8 december 1959) is een Nederlands hoogleraar chemische immunologie aan de Universiteit Leiden en hoofd van de afdeling Cel en Chemische Biologie aan het Leids Universitair Medisch Centrum (LUMC). Neefjes kreeg in 2020 de NWO-Spinozapremie toegekend.

## Biografie
Neefjes studeerde van 1979 tot 1985 scheikunde aan de Vrije Universiteit (VU) te Amsterdam en promoveerde in november 1990 cum laude bij het Nederlands Kanker Instituut (NKI) op celbiologische aspecten van MHC Klasse I en II moleculen.
Vervolgens was Neefjes post-doc bij het NKI (1991), in 1991/92 in het laboratorium van C. Benoit en D. Mathis aan het Institute de Chimie Biologique te Straatsburg en bij het Deutsches Krebsforschungszentrum (DKFZ) in Duitsland. Vervolgens keerde hij terug bij het NKI alwaar hij van 1992 tot 1997 staflid was van de afdeling Cellulaire Biologie, van 1998 tot 2008 hoofd van de afdeling Tumor Biologie en aansluitend hoofd van de afdeling Celbiologie II. In dezelfde periode (1998-2014) was hij ook nog bijzonder hoogleraar aan de Universiteit Leiden/LUMC. Vanaf 2016 is hij in Leiden gewoon hoogleraar Chemische Immunologie.
Naast deze werkzaamheden is Neefjes sedert 2009 lid en voorzitter (sinds 2011) van de Wetenschappelijk Raad Kinderoncologie bij KiKa, ombudsman van Sanquin Amsterdam en vanaf 2013 voorzitter van het zwaartekrachtprogramma Institute of Chemical Immunology.

## Werk
Als chemisch immunoloog is Neefjes verantwoordelijk voor verschillende belangrijke doorbraken op zijn vakgebied. Om dit te bereiken combineert hij technieken en inzichten uit diverse disciplines van de wetenschap zoals de scheikunde, celbiologie, biochemie en immunologie voor het visualiseren van cellulaire processen die betrokken zijn bij het immuunsysteem. Op deze wijze wist hij de complexiteit te doorgronden van de werking van antigenen in geïnfecteerde lichaamscellen. Door de afbraak van bepaalde eiwitten kan het afweersysteem snel reageren op infecties. Zijn onderzoek leidde dan ook tot nieuwe behandelingen in de radio-immunotherapie om specifieke kankertumoren te behandelen.
In 2015 heeft Neefjes aangetoond dat een salmonella-infectie de ontwikkeling van kanker bevordert. Sinds 2019 financiert Neefjes de productie van een veelbelovend kankermedicijn Aclarubicin, dat aan het begin van de 21ste eeuw van de Europese markt verdween.

## Onderscheidingen
Neefjes heeft gedurende zijn wetenschappelijke loopbaan verscheidene prijzen in ontvangst mogen nemen, waaronder onder andere:
- 1990: Antoni van Leeuwenhoekprijs[2]
- 1996: Gouden Medaille van de Koninklijke Nederlandse Chemische Vereniging (KNCV)
- 2009, 2015: ERC Advanced Grand van de Europese onderzoeksraad
- 2013: Zwaartekrachtpremie (Nederlandse Organisatie voor Wetenschappelijk Onderzoek)
- 2015: Carrièreprijs van de Nederlandse Vereniging voor Immunologie (NVVI)
- 2019: Josephine Nefkensprijs voor oncologisch onderzoek[3]
- 2020: Ceppellini Award van de European Federation for Immunogenetics (EFI)
- 2020: Spinozapremie[4]

- Nederlandse Thesaurus van Auteursnamen: 079389325
- ORCID: 0000-0001-6763-2211
- Virtual International Authority File: 291216953
- WorldCat: E39PBJxH4XDbykvjhhHxFfbjmd